# Xã Trivoli, Quận Peoria, Illinois
Xã Trivoli (tiếng Anh: Trivoli Township) là một xã thuộc quận Peoria, tiểu bang Illinois, Hoa Kỳ. Năm 2010, dân số của xã này là 1.021 người.